# Holstebro Gymnasium og HF
Holstebro Gymnasium og HF er et gymnasium og HF-kursus beliggende i Holstebro. Gymnasiet har ca. 750 elever og kursister samt ca. 70 lærere. 
Det blev oprettet i sin nuværende form i 1963 og var fra 1970 til 2006 drevet af Ringkjøbing Amt, hvor det var det største gymnasium. I dag er gymnasiet en selvejende institution.

## Kendte studenter
- 1971: Karsten Ohrt, museumsdirektør
- 1982: Søren Gade, MF, tidl. forsvarsminister (Venstre)
- 1983: Charlotte Sahl-Madsen, tidl. minister for videnskab, teknologi og udvikling (Det Konservative Folkeparti)
- 1987: Claus Hviid Christensen, kemiker
- 1988: Morten Spiegelhauer, journalist, kendt fra Operation X
- 1994: Pia Allerslev, tidl. kultur- og fritidsborgmester i Københavns Kommune (Venstre)
- 1994: Lone Hørslev Rasmussen, forfatter
- 1998: Ninna Hedeager Olsen, teknik- og miljøborgmester i Københavns Kommune (Enhedslisten)
- 1998: Teitur, sanger og sangskriver
- 2017: Pernille Mathiesen, cykelrytter

## Kendte lektorer
- 1968: Henning Gjellerod, tidl. folketingsmedlem
- 1969-2005: Paul M. Cederdorff, billedkunstner og skulptør
- 1978-2013: Johannes Lebech, tidl. kirkeminister og medlem af Europa-Parlamentet
- 1981-1990: Ole Balslev, rektor
- 2010: Hans Henrik Holm, M.Sc.E.E.